# Železniční nehoda u Blovic
Železniční nehoda u Blovic se stala 5. srpna 1890 ve 23:15, kdy došlo mezi stanicí Blovice a zastávkou Zdemyslice k vykolejení osobního vlaku jedoucího na trase Vídeň – Cheb a následnému pádu soupravy z traťového náspu. Usmrceno bylo 5 osob, dalších 42 bylo raněno (z toho 10 těžce). Většinu cestujících tvořili uherští vystěhovalci cestující přes Cheb do Hamburku a dále do Ameriky.

## Průběh nehody

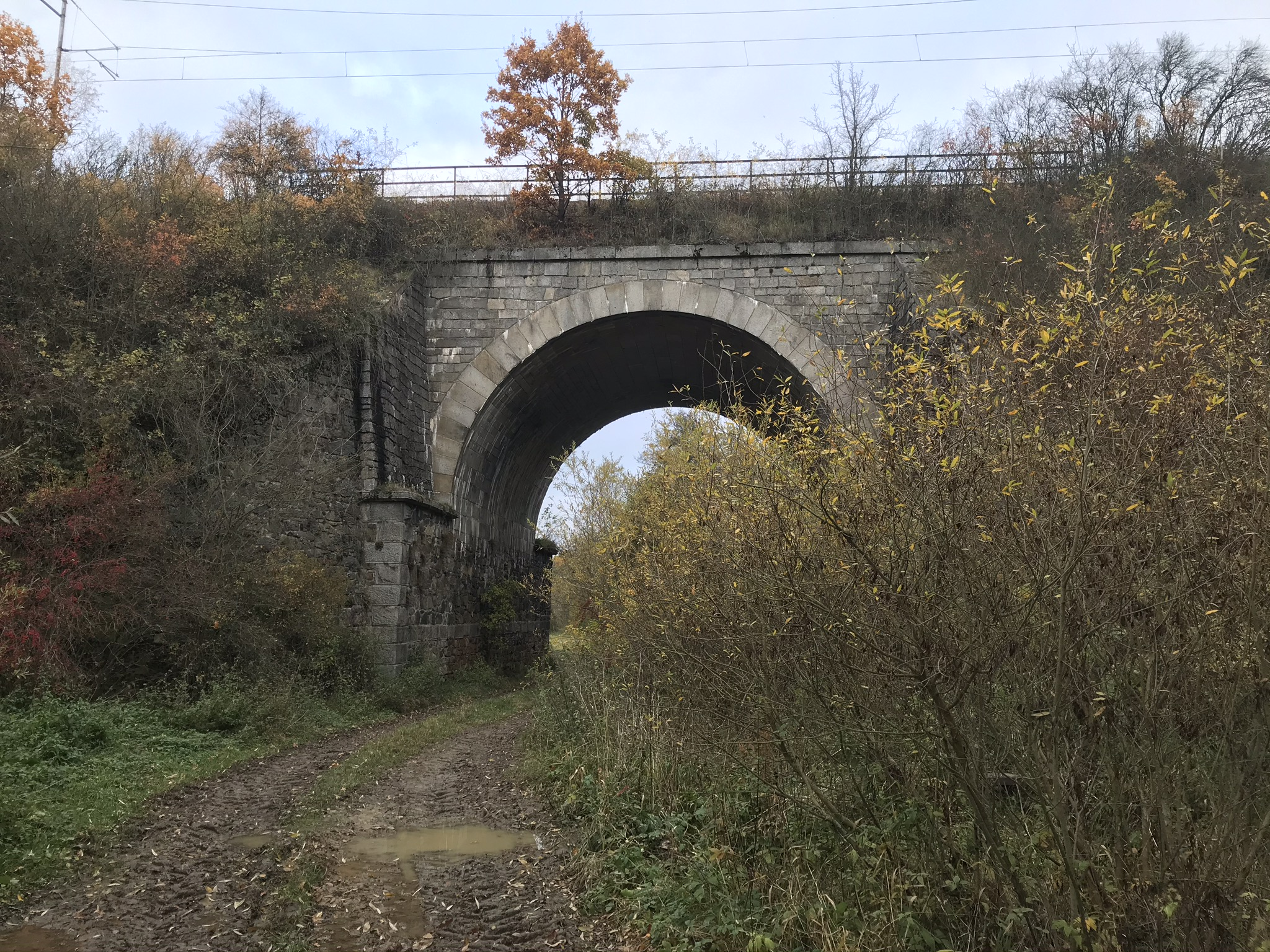
Železniční viadukt, ze kterého došlo k pádu soupravy

Osobní vlak č. 17 zestátněné Dráhy císaře Františka Josefa vyjel z Vídně 5. srpna 1890 v 14:15 odpoledne a měl namířeno přes Plzeň do Chebu.
O dnešním stavu trati pojednává článek Železniční trať Plzeň – České Budějovice.
Již ve 21:00 se kolem Protivína strhl prudký déšť, „při čemž z mraků lily se spousty vody“. Z železniční stanice Blovice vlak vyjel ve 23:10. Vlivem prudkého deště došlo k podemletí středního pilíře mostku blízko strážního domku č. 350, takže ve 23:15 lokomotiva i s 11 vozy vykolejila a souprava se zřítila ze 17 metrů vysokého náspu. Lokomotiva a první vůz (poštovní) nalevo, ostatní vozy napravo. Na místě zemřeli:
- strojvůdce c. k. státní dráhy František Černý z Českých Budějovic, 44 let (podle některých periodik byl pouze velmi těžce opařen horkou vodou z kotle a zemřel v nemocnici 6. srpna 1890 ve 13:00),
- topič c. k. státní dráhy Josef Šlosar z Českých Budějovic, 28 let[1] (podle některých periodik byl pouze velmi těžce opařen horkou vodou z kotle a zemřel v nemocnici),
- Barbora Kolářová, 54 let, manželka vrchního konduktora z Plzně,
- Terezie Kovacsova, 2 roky, dcera Terezie Kovacsové a sestra Aloise Kovacse,[2]
- neznámá žena (matka zemřelého dítěte),
- tříměsíční dítě (zemřelo při převozu do nemocnice).[3]

V počtu mrtvých se ale zprávy rozcházejí – v následujících dnech se totiž v novinách objevovaly zprávy o dalších čtyřech lidech vylovených z řeky Úslavy. Zraněno bylo 42 lidí, z toho 10 těžce. Pomoc pro zraněné dorazila až za hodinu, kdy přijel vlak s pomocí, neboť konduktor byl z neznámého důvodu poslán do Nezvěstic (5 km), místo do bližších Blovic (2,5 km). Poslední ranění byli z místa odvezeni druhým vlakem do písecké nemocnice až nad ránem. Bez zranění vyvázlo pouze deset osob, ještě tři dny po havárii se pohřešovalo 14-20 osob.

## Seznam raněných
Politický katolický týdeník Čech uveřejnil dne 11. srpna 1890 seznam raněných z této nehody. V tomto seznamu není zahrnuto 11 osob, které byly v té době v domácím léčení.
| Jméno                | Věk | Bydliště                             | Povolání            | Zranění                                   | Poznámka |
| -------------------- | --- | ------------------------------------ | ------------------- | ----------------------------------------- | -------- |
| Dieter Karel         | 28  | Jännersdorf (Uhry)                   | krejčí              | lehké poranění na hlavě                   | ženatý   |
| Filec Václav         | 14  | Plzeň                                | syn konduktéra      | lehké poranění na hlavě s otřesem mozku   |          |
| Filcová Kateřina     | 34  | Plzně                                | manželka konduktéra | těžké poranění na hlavě, lehké po těle    |          |
| Krainz Jakub         | 46  | Štýrsko                              | dělník              | lehce potlučen                            | ženatý   |
| Tiber Jiří           | 38  | Neumarkt (Uhry)                      | dělník              | velmi těžce raněn na hlavě i po těle      | ženatý   |
| Horvát Josef         | 7   | Miškovec (Uhry)                      |                     | těžké zranění na hlavě a otřes mozku      |          |
| Horvátová Anna       | 20  | Miškovec (Uhry)                      | dělnice             | lehce pohmožděna                          | vdaná    |
| Kovács Alois         | 4   | Uhry                                 |                     | otřes mozku s lehkým poraněním hlavy      |          |
| Kovácsová Teresie    | 22  | Uhry                                 |                     | lehké poranění                            | vdaná    |
| Kiefarová Anna       | 33  | Uhry                                 |                     | lehké pohmožděniny                        |          |
| Horváthová Brigita   | 20  | Uhry                                 |                     | lehce raněna                              | vdaná    |
| Borkoryová Kateřina  | 20  | Uhry                                 |                     | lehké zranění, těžké poškození dvou prstů | vdaná    |
| Janská Alžběta       | 37  | Libín (Podbořany)                    |                     | lehké poranění, otřes mozku               |          |
| Dieterová Anna       | 20  | Uhry                                 |                     | lehké poranění na prsou                   | vdaná    |
| Tieberová Julie      | 30  | Uhry                                 |                     | lehké zranění na těle a otřesení mozku    | vdaná    |
| Schmidová Julie      | 39  | Uhry                                 |                     | zranění na těle                           | vdaná    |
| Piková Marie         | 0,2 | Uhry                                 |                     | lehké zranění na těle                     |          |
| Deutsch Josef        | 34  | Uhry                                 | dělník              | těžce zraněn                              | ženatý   |
| Deutschová Josefa    | 33  | Uhry                                 |                     | lehké otřesení mozku                      | vdaná    |
| Bajuková Barbora     | 32  | Krajina                              | dělnice             | potlučené koleno                          |          |
| Bajuk Antonín        | 6   | Krajina                              |                     | nepatrné odřeniny                         |          |
| Bajuková Marie       | 8   | Krajina                              |                     | odřeniny                                  |          |
| Prusová Marie        | 26  | Krajina                              | dělnice             | lehké zranění                             |          |
| Prusová Marie        | 3   | Krajina                              |                     | nepatrné odření a naběhnutí kolena        |          |
| Frankovičková Božena |     | Rybník u Záhřebu                     | dělnice             | naběhlé čelo a silné zranění levého oka   |          |
| Kaiser Josef         | 68  | Německý Malíkov u Jindřichova Hradce |                     | lehké naběhnutí nosu                      | vdovec   |
| Bornová Marie        | 19  | Plzeň                                | dcera dozorce       | zranění na koleně                         |          |
| Adámek Jan           | 10  | Plzeň                                | syn strojvůdce      | lehké zranění na spánku                   |          |

## Následky nehody
O nehodě ihned druhý den (tj. 7. 8.) informovaly Wiener Zeitung, Prager Tagblatt, Linzer Volksblatt, Volksblatt für Stadt und Land, Das Vaterland, Moravská orlice, Čech a Národní politika (ta dokonce na titulní straně). Trať byla plně průjezdná až o týden později, a to 12. srpna 1890. Do té doby musely vlaky jezdit odklonem přes Horažďovice a Klatovy. Členové hasičského sboru Blovice dostali jako odměnu při pomoci odstraňování následků nehody 30 zlatých a pochvalné uznání ředitelství státních drah v Plzni.

## Vyšetřování
Generální ředitelství státních drah vydalo vyšetřovací zprávu, ve které uvedlo, že za nehodu mohlo podemletí středního pilíře dvacet let starého mostu přes Podhrázský potok (tehdy Vintýřův potok). Potok pramení u Letin a za osm kilometrů své cesty napájí čtyři rybníky (v Letinech, Chocenickém Újezdě, Drahkově a Seči). Kvůli prudkému dešti došlo k protržení hrází všech čtyř rybníků a vzniklý proud podemlel střední pilíř mostu. Pro potvrzení opravdu vysoké hladiny vodního toku lze použít fakt, že v Plzni stoupla hladina Úslavy (řeky, kam se potok vlévá) o 150 cm nad normál. Projektant mostu počítal s vyšším stavem vodního toku, nikoliv však s protržením hrází (dva otvory měly šířku 4,74 metru). Bylo tedy shledáno, že železniční zřízenci nenesou žádnou vinu na nehodě a jedná se tak o "živelní nehodu, ne o zanedbání služebních pravidel a opatrnosti."
V návaznosti na vyšetřovací zprávu rozhodlo generální ředitelství státních drah o vydání vyhlášky, která na základě hmotnosti stanovovala rozložení železničních vozů v soupravě vlaku tak, aby bylo brzdění co nejefektivnější i v případě mimořádných událostí.
Skutečnost, že se jednalo o nehodu, která zasáhla celé Čechy, svědčí i skutečnost, že ještě v roce 1932 byla nehoda vzpomínána jako jedna z nejhorších železničních nehod na našem území.

## Další železniční nehody
Výše popsaná železniční nehoda nebyla v okolí nádraží Blovice jediná, avšak byla nejtragičtější. Druhá zaznamenaná nehoda se stala 8. února 1903, kdy v úseku Blovice - Nezvěstice došlo ke srážce osobního a nákladního vlaku, při kterém se zranilo šest osob.
V srpnu 1916 došlo k sjetí tendru nákladního vlaku na nástupiště blovického nádraží. Nikdo nebyl zraněn, ale trať byla tři hodiny neprůjezdná.
Další nehoda se stala 6. srpna 1938 v šest hodin ráno, kdy došlo k vykolejení jednoho z vozů soupravy nákladního vlaku zhruba jeden kilometr za Blovicemi směrem na Ždírec. Zraněn nebyl nikdo, avšak trať se podařilo zprovoznit až navečer.